# Job 15
Job 15 es el decimoquinto capítulo del Libro de Job en la Biblia hebrea o el Antiguo Testamento del Cristianismo . El libro es anónimo; la mayoría de los estudiosos creen que fue escrito alrededor del siglo VI a. C. Este capítulo recoge el discurso de Job, que pertenece a la sección Diálogo del libro, y comprende Job 3:1–Job 31:40.

## Texto
El texto original está escrito en lengua hebrea. Este capítulo se divide en 35 versículos.

### Testimonios textuales
Algunos manuscritos antiguos que contienen el texto de este capítulo en hebreo pertenecen al Texto masorético, que incluye el Códice de Alepo (siglo X) y el Codex Leningradensis (1008). Se encontraron fragmentos que contienen partes de este capítulo en hebreo entre los Rollos del Mar Muerto, incluyendo 4Q100 (4QJobb; 50–1 a. C.) con los versículos 15–17 conservados.

## Análisis
La estructura del libro es la siguiente:
- El prólogo (capítulos 1-2)
- El diálogo (capítulos 3-31)
- Los veredictos (32:1-42:6)
- El epílogo (42:7-17)

Dentro de la estructura, el capítulo 15 se agrupa en la sección Diálogo con el siguiente esquema:
- La maldición y el lamento de Job (3:1-26)
- Primera ronda (4:1-14:22)
- Segunda ronda (15:1-21:34)
  - Elifaz (15:1-35)
    - Una reprimenda a Job (15:1-6)
    - Cómo ve y trata Dios a los seres humanos (15:7-16)
    - El destino de los malvados (15:17–35)

  - Job (16:1–17:16)
  - Bildad (18:1–21)
  - Job (19:1–29)
  - Zofar (20:1–29)
  - Job (21:1–34)
- Tercera ronda (22:1–27:23)
- Interludio: poema sobre la sabiduría (28:1–28)
- Resumen de Job (29:1–31:40)

La sección del diálogo está compuesta en formato poético con una sintaxis y gramática distintivas.
El capítulo 15 consta de tres partes:
- Elifaz reprende a Job (versículos 1-6)
- Elifaz resume su disputa con Job (versículos 7-16)
- Elifaz describe el destino de los malvados (versículos 1-6)[14]

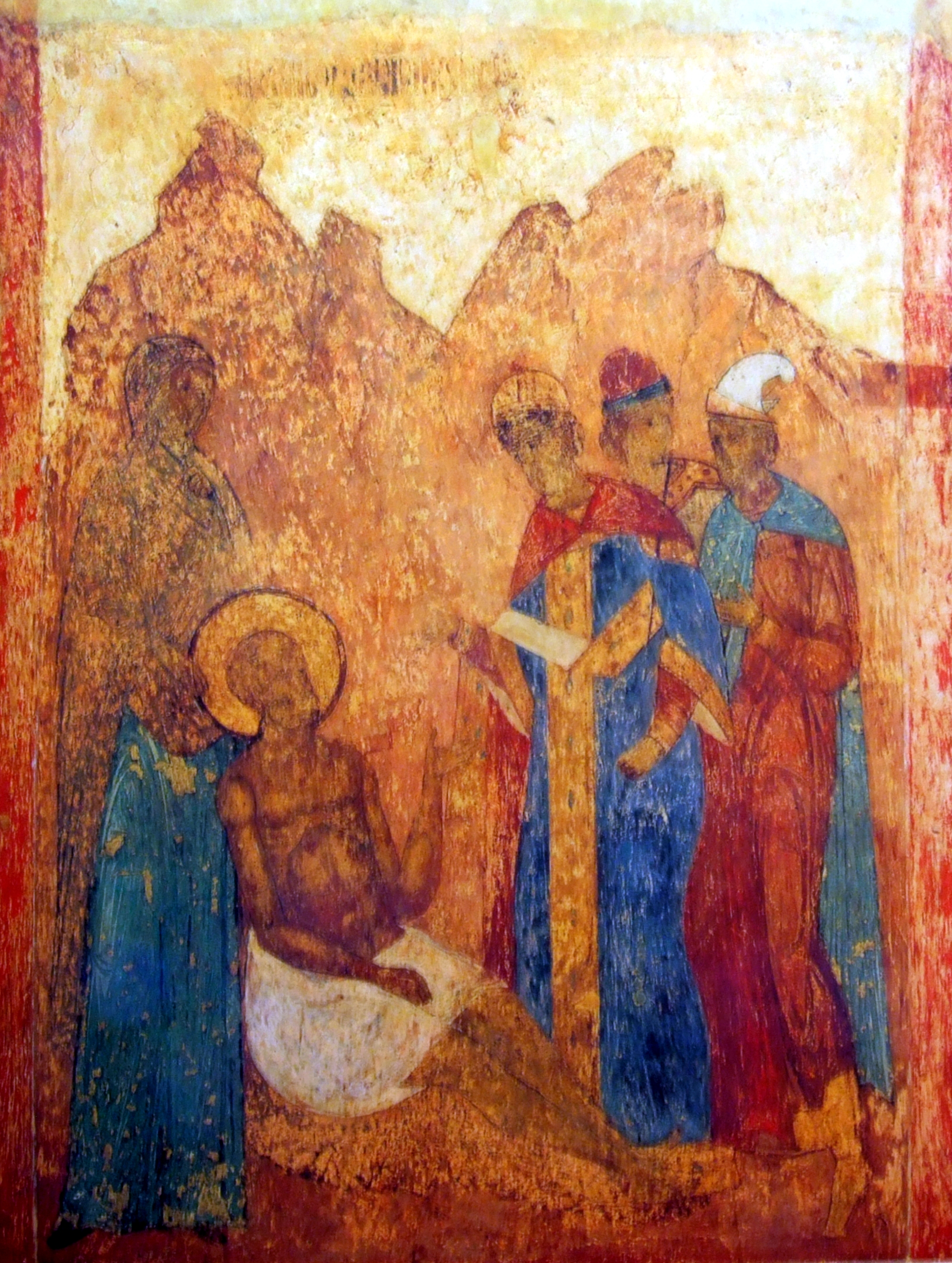
«Job y sus amigos», pintado entre 1547 y 1551.

## Elifaz desafía a Job (15:1–16)
La primera parte de esta sección contiene la reprimenda de Elifaz a Job por las decisiones que tomó y por la vacuidad de sus palabras, ya que se considera a sí mismo un hombre sabio (versículos 1–6). A Elifaz le preocupa que Job socave la actitud correcta de respeto hacia Dios (Elifaz es el único de los tres amigos de Job que se refiere al «temor de Dios»). Elifaz cuestiona cada una de las posibles justificaciones de Job y las rechaza una por una:
1. Job puede tener «alguna primacía en la creación» (versículo 7; cf. Proverbios 8:22-31), es decir, que estuvo presente en la creación; esto es un escenario imposible.
2. Job puede tener acceso a la mente y los propósitos de Dios, es decir, que estuvo presente en el consejo celestial (versículo 8a); esto es imposible para un ser humano.
3. Job podría pensar que tiene información que nadie más tiene (dos preguntas en los versículos 8b y 9); este es el verdadero problema para Elifaz (versículo 10), quien luego apela a las palabras de los sabios (también en el versículo 18), de manera similar a la apelación de Bildad a la tradición (Job 8:8-10).[16]

Elifaz sugiere que Job debería estar satisfecho con su condición actual, en lugar de buscar más respuestas, porque ningún ser humano puede presentarse ante Dios con la conciencia tranquila (versículos 11-13, 16).

### Versículo 2
[Elifaz dijo:] ¿Acaso un hombre sabio responderá con conocimiento vano
y llenará su vientre con el viento del este?
- «Conocimiento vano»: traducido de la frase en hebreo דַעַת־רוּחַ, «daʿat ruakh», que significa «conocimiento sin contenido» o «conocimiento vano».[19]
- «Viento del este»: traducido de la frase en hebreo קָדִים, «qadim», un paralelo de «espíritu/viento» (cf. Oseas 12:1-2), en este caso es «maléfico», pero aquí se refiere al «aire caliente», el «viento abrasador y destructivo» que «sopla desde el desierto de Arabia».[20][21]

## Elifaz describe el destino de los malvados (15:17–35)
La larga descripción que explora el destino de los malvados en esta sección sirve como advertencia a Job. Cada uno de los tres amigos expone su descripción particular con diferentes funciones:
- Elifaz da a entender que esto puede aplicarse a Job en ese momento
- Bildad advierte que esto es en lo que Job puede convertirse (capítulo 18)
- Zofar sugiere que esto es lo que Job debe evitar (capítulo 20).[22]

Elifaz afirma que Job habría conocido la enseñanza porque forma parte de la tradición de los sabios (versículos 18-19). En esencia, Elifaz describe el aspecto negativo de la doctrina de la retribución, es decir, «Dios castigará a los que hacen el mal» (versículos 20-24 y 27-35). El veredicto final de Elifaz utiliza la imagen del nacimiento para indicar que la maldad y el engaño concebidos crecerán hasta convertirse en mal.

### Versículo 35
[Elifaz dijo:] Conciben maldad y dan a luz iniquidad,
y su vientre prepara el engaño.
La última afirmación de que «el vientre de Job prepara el engaño» forma una «inclusio» que enmarca el discurso de Elifaz con la afirmación inicial de que «el vientre de Job estaba lleno de viento».

## Comentarios

### De la Iglesia católica

#### A los versículos 1-35
En su segunda intervención, Elifaz adopta un tono mucho más severo que en la anterior. La primera sección (vv. 1-16) está marcada por reproches directos: cuestiona la inteligencia de Job (vv. 2-3), pone en duda su piedad (vv. 4-5) y lo acusa de carecer de pureza y sencillez al pretender presentarse ante Dios (vv. 6-16). El tono es más de sentencia que de diálogo, pues denuncia que Job no acepta ni las enseñanzas sapienciales ya expuestas (vv. 7-9) ni las palabras de consuelo ofrecidas por sus compañeros (vv. 11-13). El cierre de esta parte (vv. 14-16) retoma casi literalmente un fragmento anterior (cf. 4,17-19), pero ahora con mayor énfasis: lo que antes se aplicaba a la humanidad en general, aquí se dirige contra Job, subrayando su supuesta impureza y corrupción, y cuestionando su atrevimiento de discutir con el Creador. Pese a la dureza, el contenido no introduce argumentos nuevos, sino que reitera la idea de que el sufrimiento procede de la culpa.
En la segunda sección (vv. 17-35), Elifaz expone una reflexión más fría y abstracta, igualmente carente de novedad. Repite que el destino del malvado es la ruina, incluso cuando parece prosperar (vv. 20-24). Para ilustrarlo, recurre a imágenes como la de los bandidos (v. 21), las casas en ruinas (v. 28) o los árboles que, aunque prometen abundancia, no llegan a dar fruto maduro (vv. 31-32).

#### Al versículo 35
El cierre de este discurso retoma la idea del fracaso seguro del malvado, aplicándola de forma directa y dura a la situación de Job. La imagen utilizada —la de una mujer que da a luz lo que antes concibió— expresa con fuerza este destino y reaparece, con ligeras variaciones, tanto en el Salmo 7,15 como en la carta de Santiago, donde se describe el proceso interior que va desde el consentimiento a la concupiscencia hasta la muerte espiritual: «La concupiscencia, cuando ha concebido, da a luz al pecado y éste, una vez consumado, engendra la muerte» (St 1,15).